# Andreas Yeom Soo-jung
An-rê Yeom Soo-Jung (Hangul: 염수정; Hanja: 廉洙政; sinh 5 tháng 12 năm 1943) là một hồng y Công giáo người Hàn Quốc. Ông từng giữ chức Tổng giám mục của Tổng giáo phận Seoul, kiêm Giám quản Tông Tòa của Giáo phận Bình Nhưỡng ở Cộng hòa Dân chủ Nhân dân Triều Tiên. Ngoài ra, ông còn là Chủ tịch của Công ty Truyền thông Hòa Bình (Peace Broadcasting Corporation, tiếng Hàn Quốc: 평화 방송) - một kênh truyền hình và phát thanh Công giáo ở Hàn Quốc được thành lập vào năm 1990. Giáo hoàng Phanxicô vinh thăng ông lên chức hồng y trong công nghị diễn ra vào ngày 22 tháng 2 năm 2014. Khẩu hiệu của ông là ''Amen. Veni, Domine Jesu! ''(Amen. Tôi đến, Lạy Chúa).